# MPlayer
MPlayer je přehrávač audio a video souborů, který podporuje řadu multimediálních formátů. Je šířen pod licencí GNU/GPL a je k dispozici pro mnoho různých platforem. Standardně se ovládá z příkazové řádky (nebo konzole). Existují ale i grafické nadstavby jako třeba gMPlayer. S přehrávačem je také dodáván program MEncoder sloužící pro převod formátů (například z DVD do MPEG-4 a podobně).